# Мочалей (Татарстан)
Мочалей (тат. Мочәли, Мунчалы) — село в Дрожжановском районе Татарстана, входит в Матакское сельское поселение.
Население (2010) — 384 человека (татары).

## Описание
Село находится вблизи западной окраины села Матаки, в 11 км к северо-западу от села Старое Дрожжаное и в 158 км к юго-западу от Казани. Расположено в месте впадения реки Буштерле в Бездну (по ней в этом месте проходит граница с Чувашией).
В селе имеются средняя школа, дом культуры, библиотека.

## История
Первое упоминание относится к 1666 году. До отмены крепостного права жители были государственными крестьянами, выполняли лашманскую повинность. 
В «Списке населенных мест по сведениям 1859 года», изданном в 1863 году, населённый пункт упомянут как лашманская деревня Мочалеи 1-го стана Буинского уезда Симбирской губернии. Располагалась на левом берегу вершины речки Малой Бездны, на коммерческом тракте из Буинска в Алатырь, в 62 верстах от уездного города Буинска и в 28 верстах от становой квартиры во владельческой деревне Малая Цыльна. В деревне, в 105 дворах проживали 1003 человека (474 мужчины и 529 женщин), были 2 мечети.
В начале XX века численность населения села превышала 2 тысячи человек, в селе располагалось волостное правление, имелись 3 мечети, 3 медресе, русско-татарская земская школа.
До 1920 года село являлось волостным центром в составе Буинского уезда Симбирской губернии, после упразднения губерний вошло в состав Буинского кантона ТатАССР. С 10 августа 1930 года — в Дрожжановском районе (за исключением периода 01.02.1963—29.12.1966, когда район был упразднён и передан в состав Буинского района).